# Satyr (U-Boot)
HMS Satyr (Kennung: P214) war ein U-Boot der britischen Royal Navy im Zweiten Weltkrieg. Das U-Boot wurde zwischen 1952 und 1961 von der französischen Marine unter dem Namen Saphir genutzt.

## Geschichte
siehe: Geschichte der Seraph-Klasse und detaillierte Geschichte der S-Klasse
Die Satyr war ein Boot des dritten Bauloses der erfolgreichen S-Klasse. Dieses Baulos wird auch als Seraph-Klasse bezeichnet. Sie wurde am 8. Juni 1940 bei Scotts Shipbuilding and Engineering Company im westschottischen Greenock auf Kiel gelegt, lief am 28. September 1942 vom Stapel und wurde von der Royal Navy am 8. Februar 1943 in Dienst gestellt. Die Royal Navy setzte das U-Boot unter dem Kommando von Lt. T.S. Weston in der Nordsee ein.
Am 5. Februar 1944 torpedierte die Satyr das vor Stadlandet (Norwegen) manövrierunfähig liegende Wrack des deutschen Transporters Emsland (5180 BRT). Das Schiff war am 20. Januar von britischen Torpedobombern schwer beschädigt worden. Ein weiterer Luftangriff auf die Emsland folgte am 11. Februar.
Die Satyr torpedierte und versenkte am 24. März 1944 das norwegische Handelsschiff Nordnorge (339 BRT) vor Stadlandet bei 62° 16′ N, 5° 6′ O.
Am 15. Juni 1944 versenkte die Satyr westlich von Narvik bei 62° 1′ N, 5° 8′ W das deutsche U-Boot U 987 mit Torpedos. 53 deutsche Seeleute fanden den Tod.
Am 20. August 1944 attackierte das britische U-Boot vor der norwegischen Küste die deutschen Frachtschiffe Bochum (6121 BRT) und Emma Sauber (2548 BRT) erfolglos mit vier Torpedos. Zwei Tage später wurde vor Egersund ein deutscher Geleitzug mit sechs Torpedos angegriffen. Alle Torpedos verfehlten ihr Ziel.
Nach den Kampfeinsätzen wurde die Satyr auf Geschwindigkeit optimiert. Ziel war, die schnellen deutschen Typ-XXI-Boote nachzubilden. Die Aufbauten und die Bewaffnung wurden entfernt, um das Boot leichter und stromlinienförmiger zu gestalten. Die Akkumulatoren wurden durch leistungsfähigere und größere Anlagen ersetzt. Das mit einer Schnorchelattrappe ausgestattete U-Boot diente 1944/45 als Übungsziel für die U-Jagd-Ausbildung der Royal Navy.
Die Satyr wurde im Februar 1952 von der französischen Marine übernommen und erhielt den Namen Saphir. Im August 1961 gab Frankreich das U-Boot an das Vereinigte Königreich zurück. Das Boot wurde am 4. April 1962 zur Verschrottung verkauft und im Juni 1962 abgebrochen.